# نورت بتل ماونتین (نوادا)
نورت بتل ماونتین (به انگلیسی: North Battle Mountain) یک منطقهٔ مسکونی در ایالات متحده آمریکا است که در شهرستان لندر، نوادا واقع شده‌است. نورت بتل ماونتین ۱٬۳۷۱٫۹۲ متر بالاتر از سطح دریا واقع شده‌است.